# Ugolino de Orvieto
Ugolino de Orvieto, también conocido como Ugolino de Forlì, (Forlì, c. 1380 – Ferrara, después de 1457) fue un clérigo, compositor y teórico musical italiano del Renacimiento. Se le atribuye la creación del pentagrama, añadiéndole una pauta más al tetragama inventado por el monje benedictino Guido d 'Arezzo.

## Vida
Como músico, fue cantante de la Catedral de Santa María del Fiore de Florencia y maestro di cappella de la catedral de Fiori, habiendo sido también integrante del coro de la catedral.
En su carrera eclesiástica fue párroco de la iglesia de San Antonio Abate en Ravaldino y canónigo de la catedral de Forlì. Participó en el Concilio de Constanza, celebrado entre 1414 y 1418. Además, fue diácono de la Catedral de Ferrara y vicario del cardenal Pietro Barbo, que como papa Pablo II lo nombró secretario papal en 1449. En este último papel, fue quien convocó al primer jubileo y estableció que se declarará un jubileo cada 25 años. 
También tuvo actividad política y literaria. Como diácono de Ferrara se vio involucrado en la política italiana como miembro del partido güelfo, que apoyaba al papa. Esto le valió el exilio ya que los Ordelaffi, señores de Forlì, pertenecían al partido gibelino. 
Expuso su teoría de la música en el tratado Declaratio musicaae disciplinae de corte humanista, en el que recuperaba las concepciones de Boecio y colocaba la musica coelestis como el fundamento de la nobleza y excelencia de la música.